# Scutiger wuguanfui
Scutiger wuguanfui es una especie de anfibio anuro de la familia Megophryidae.

## Distribución geográfica yhábitat
Es endémica del sudeste del Tíbet (China). Su rango altitudinal oscila alrededor de 2705 m s. n. m..